# 2015-ös svéd labdarúgó-bajnokság (első osztály)
A 2015-ös Allsvenskan volt a 91. alkalommal megrendezett, legmagasabb szintű labdarúgó-bajnokság Svédországban. A pontvadászat 2015. április 4-én kezdődött és októberben ért véget. A címvédő a Malmö FF csapata volt.

## Csapatváltozások
| Feljutott az első osztályba | Kiesett a másodosztályba      |
| --------------------------- | ----------------------------- |
| Hammarby IF GIF Sundsvall   | Mjällby AIF IF Brommapojkarna |

## Részt vevő csapatok
| Csapat          | Székhely    | Stadion                            | Befogadóképesség1 |
| --------------- | ----------- | ---------------------------------- | ----------------- |
| AIK             | Stockholm   | Friends Arena                      | 50,000            |
| BK Häcken       | Göteborg    | Gamla Ullevi (2015. június 6-ig)   | 18,600            |
| BK Häcken       | Göteborg    | Bravida Arena (2015. július 5-től) | 6,500             |
| Djurgårdens IF  | Stockholm   | Tele2 Arena                        | 30,000            |
| Falkenbergs FF  | Falkenberg  | Falkenbergs IP                     | 4,000             |
| Gefle IF        | Gävle       | Strömvallen (2015. április 30-ig)  | 7,200             |
| Gefle IF        | Gävle       | Gavlevallen (2015. május 20-tól)   | 6,500             |
| GIF Sundsvall   | Sundsvall   | Norrporten Arena                   | 7,700             |
| Halmstads BK    | Halmstad    | Örjans Vall                        | 15,500            |
| Hammarby IF     | Stockholm   | Tele2 Arena                        | 30,000            |
| Helsingborgs IF | Helsingborg | Olympia                            | 16,500            |
| IF Elfsborg     | Borås       | Borås Arena                        | 16,899            |
| IFK Göteborg    | Göteborg    | Gamla Ullevi                       | 18,600            |
| IFK Norrköping  | Norrköping  | Nya Parken                         | 15,734            |
| Kalmar FF       | Kalmar      | Guldfågeln Arena                   | 12,000            |
| Malmö FF        | Malmö       | Swedbank Stadion                   | 24,000            |
| Åtvidaberg FF   | Åtvidaberg  | Kopparvallen                       | 8,100             |
| Örebro SK       | Örebro      | Behrn Arena                        | 12,300            |

- 1A Svéd Labdarúgó Szövetség honlapja szerint.[6]

### Személyek és támogatók
| Csapat          | Vezetőedző                   | Csapatkapitány        | Mezgyártó | Mezszopnzor              |     |             |                     |        |      |
| --------------- | ---------------------------- | --------------------- | --------- | ------------------------ | --- | ----------- | ------------------- | ------ | ---- |
| Csapat          | Vezetőedző                   | Csapatkapitány        | Mezgyártó | Mezszopnzor              | AIK | Andreas Alm | Nils-Eric Johansson | Adidas | Åbro |
| BK Häcken       | Peter Gerhardsson            | Martin Ericsson       | Nike      | BRA Bygg                 |     |             |                     |        |      |
| Djurgårdens IF  | Per Olsson                   | Emil Bergström        | Adidas    | Prioritet Finans         |     |             |                     |        |      |
| Falkenbergs FF  | Hans Eklund                  | David Svensson        | Nike      | Gekås Ullared            |     |             |                     |        |      |
| Gefle IF        | Roger Sandberg               | David Fällman         | Umbro     | Sandvik                  |     |             |                     |        |      |
| GIF Sundsvall   | Joel Cedergren Roger Franzén | Tommy Naurin          | Adidas    | Various                  |     |             |                     |        |      |
| Halmstads BK    | Jan Jönsson                  | Fredrik Liverstam     | Puma      | Prioritet Finans         |     |             |                     |        |      |
| Hammarby IF     | Nanne Bergstrand             | Kennedy Bakircioglu   | Puma      | LW                       |     |             |                     |        |      |
| Helsingborgs IF | Henrik Larsson               | Peter Larsson         | Puma      | Resurs Bank              |     |             |                     |        |      |
| IF Elfsborg     | Magnus Haglund               | Kevin Stuhr Ellegaard | Umbro     | Various                  |     |             |                     |        |      |
| IFK Göteborg    | Jörgen Lennartsson           | Mattias Bjärsmyr      | Adidas    | Prioritet Finans         |     |             |                     |        |      |
| IFK Norrköping  | Janne Andersson              | Andreas Johansson     | Nike      | Holmen                   |     |             |                     |        |      |
| Kalmar FF       | Peter Swärdh                 | David Elm             | Puma      | Småländska Hjältevadshus |     |             |                     |        |      |
| Malmö FF        | Åge Hareide                  | Markus Rosenberg      | Puma      | Rörläggaren              |     |             |                     |        |      |
| Åtvidabergs FF  | Roar Hansen                  | Daniel Hallingström   | Uhlsport  | Various                  |     |             |                     |        |      |
| Örebro SK       | Alexander Axén               | Robert Åhman Persson  | Puma      | Various                  |     |             |                     |        |      |

### Vezetőedző váltások
| Csapat          | Távozó edző     | Ok                  | Dátum              | Poz.      | Érkező edző        | Dátum              |
| --------------- | --------------- | ------------------- | ------------------ | --------- | ------------------ | ------------------ |
| IFK Göteborg    | Mikael Stahre   | menesztették        | 2014. november 3.  | Előszezon | Jörgen Lennartsson | 2014. november 25. |
| Falkenbergs FF  | Henrik Larsson  | lejárt a szerződése | 2014. november 10. | Előszezon | Hans Eklund        | 2014. november 26. |
| Helsingborgs IF | Roar Hansen     | lefokozták          | 2014. november 10. | Előszezon | Henrik Larsson     | 2014. november 10. |
| IF Elfsborg     | Janne Mian      | lefokozták          | 2014. november 12. | Előszezon | Magnus Haglund     | 2014. november 12. |
| Kalmar FF       | Hans Eklund     | menesztették        | 2014. november 14. | Előszezon | Peter Swärdh       | 2014. november 24. |
| Åtvidaberg FF   | Peter Swärdh    | közös megegyezés    | 2014. november 15. | Előszezon | Roar Hansen        | 2014. december 12. |
| Halmstads BK    | Jens Gustafsson | menesztették        | 2014. november 19. | Előszezon | Jan Jönsson        | 2014. november 19. |

## A bajnokság végeredménye
| Hely. | Csapat             | M  | Gy | D  | V  | G+ | G– | Gk  | P  | Továbbjutás vagy kiesés |
| ----- | ------------------ | -- | -- | -- | -- | -- | -- | --- | -- | ----------------------- |
| 1.    | IFK Norrköping (B) | 30 | 20 | 6  | 4  | 60 | 33 | +27 | 66 | BL, 2. selejtezőkör     |
| 2.    | IFK Göteborg       | 30 | 18 | 9  | 3  | 52 | 22 | +30 | 63 | EL, 1. selejtezőkör     |
| 3.    | AIK                | 30 | 18 | 7  | 5  | 54 | 34 | +20 | 61 | EL, 1. selejtezőkör     |
| 4.    | IF Elfsborg        | 30 | 16 | 7  | 7  | 59 | 42 | +17 | 55 |                         |
| 5.    | Malmö FF           | 30 | 15 | 9  | 6  | 54 | 34 | +20 | 54 |                         |
| 6.    | Djurgårdens IF     | 30 | 14 | 9  | 7  | 52 | 37 | +15 | 51 |                         |
| 7.    | BK Häcken          | 30 | 13 | 6  | 11 | 45 | 39 | +6  | 45 | EL, 2. selejtezőkör     |
| 8.    | Helsingborgs IF    | 30 | 11 | 4  | 15 | 43 | 45 | −2  | 37 |                         |
| 9.    | Örebro SK          | 30 | 9  | 10 | 11 | 36 | 50 | −14 | 37 |                         |
| 10.   | Gefle IF           | 30 | 10 | 6  | 14 | 35 | 50 | −15 | 36 |                         |
| 11.   | Hammarby IF        | 30 | 8  | 9  | 13 | 35 | 39 | −4  | 33 |                         |
| 12.   | GIF Sundsvall      | 30 | 9  | 5  | 16 | 34 | 52 | −18 | 32 |                         |
| 13.   | Kalmar FF          | 30 | 8  | 7  | 15 | 31 | 42 | −11 | 31 |                         |
| 14.   | Falkenbergs FF (O) | 30 | 7  | 4  | 19 | 38 | 56 | −18 | 25 | Osztályozó              |
| 15.   | Halmstads BK (R)   | 30 | 4  | 9  | 17 | 21 | 44 | −23 | 21 | Kiesik a Superettan-ba  |
| 16.   | Åtvidaberg FF (R)  | 30 | 2  | 9  | 19 | 25 | 55 | −30 | 15 | Kiesik a Superettan-ba  |

1. ↑  Az svéd kupa győztese indulási jogot szerzett a EL, 2. selejtezőkör.

### Helyezések fordulónként, meccstáblázat
| Hazai \ Vendég1 | AIK | BKH | DIF | FFF | GIF | GIFS | HBK | HAM | HIF | IFE | IFKG | IFKN | KFF | MFF | AFF | ÖSK |
| AIK             |     | 2–1 | 1–0 | 4–3 | 3–1 | 4–1  | 2–1 | 2–0 | 3–1 | 4–2 | 1–2  | 2–2  | 2–1 | 2–1 | 1–0 | 3–0 |
| BK Häcken       | 0–0 |     | 1–1 | 0–2 | 1–1 | 3–1  | 4–1 | 3–3 | 3–2 | 5–2 | 1–2  | 0–2  | 3–0 | 1–0 | 3–0 | 2–0 |
| Djurgårdens IF  | 2–2 | 2–1 |     | 3–1 | 5–1 | 4–2  | 4–2 | 2–2 | 2–2 | 1–2 | 2–2  | 1–1  | 1–0 | 0–2 | 0–0 | 2–0 |
| Falkenbergs FF  | 2–4 | 1–2 | 0–2 |     | 0–2 | 1–1  | 1–0 | 0–1 | 2–3 | 2–2 | 1–0  | 0–1  | 1–3 | 3–3 | 6–0 | 2–0 |
| Gefle IF        | 1–2 | 2–0 | 2–1 | 1–0 |     | 3–1  | 0–0 | 1–1 | 2–1 | 2–3 | 0–0  | 1–2  | 2–0 | 1–2 | 2–1 | 2–2 |
| GIF Sundsvall   | 0–2 | 1–1 | 0–2 | 0–1 | 2–1 |      | 0–0 | 3–0 | 2–1 | 0–1 | 2–2  | 0–1  | 1–1 | 1–4 | 0–1 | 1–0 |
| Halmstads BK    | 0–1 | 0–2 | 2–3 | 0–1 | 0–1 | 1–0  |     | 2–1 | 1–2 | 1–0 | 1–2  | 0–3  | 1–0 | 0–0 | 0–0 | 2–2 |
| Hammarby IF     | 1–0 | 2–0 | 2–1 | 3–0 | 3–0 | 1–2  | 2–2 |     | 1–4 | 0–0 | 0–1  | 0–1  | 0–0 | 0–1 | 2–1 | 1–2 |
| Helsingborgs IF | 3–1 | 1–2 | 0–1 | 0–0 | 1–2 | 2–0  | 2–0 | 1–0 |     | 2–1 | 1–2  | 3–1  | 1–2 | 0–3 | 3–0 | 0–2 |
| IF Elfsborg     | 3–2 | 1–0 | 2–0 | 4–2 | 5–1 | 1–2  | 2–0 | 1–1 | 2–1 |     | 1–1  | 3–2  | 2–1 | 2–2 | 3–1 | 2–2 |
| IFK Göteborg    | 3–0 | 4–0 | 0–0 | 2–1 | 3–0 | 3–2  | 1–1 | 1–0 | 3–1 | 1–0 |      | 0–0  | 2–2 | 0–1 | 1–0 | 6–0 |
| IFK Norrköping  | 1–2 | 3–1 | 4–2 | 2–0 | 4–1 | 5–1  | 3–1 | 1–0 | 3–2 | 0–4 | 2–2  |      | 2–1 | 3–1 | 2–1 | 1–1 |
| Kalmar FF       | 0–0 | 0–1 | 0–3 | 4–0 | 3–1 | 0–2  | 1–0 | 2–2 | 0–0 | 0–3 | 0–2  | 1–2  |     | 2–1 | 2–1 | 3–0 |
| Malmö FF        | 0–0 | 0–3 | 1–1 | 4–3 | 2–0 | 3–0  | 3–1 | 3–1 | 3–1 | 1–1 | 2–1  | 0–2  | 3–0 |     | 3–0 | 2–2 |
| Åtvidaberg FF   | 1–1 | 1–1 | 2–3 | 3–1 | 1–1 | 2–3  | 0–0 | 0–3 | 1–2 | 1–2 | 0–1  | 1–1  | 1–1 | 2–2 |     | 2–3 |
| Örebro SK       | 1–1 | 2–0 | 0–1 | 2–1 | 1–0 | 1–3  | 1–1 | 2–2 | 0–0 | 4–2 | 0–2  | 1–3  | 2–1 | 1–1 | 2–1 |     |

Utolsó felvett mérkőzés dátuma: 2015. december 31. 
Forrás:  
1A hazai csapatok a bal oldali oszlopban szerepelnek.
Színek: Zöld = hazai győzelem; Sárga = döntetlen; Piros = vendéggyőzelem.
 

### Osztályozó
| 2015. november 5. 18:00 UTC+1 |

| IK Sirius    | 2–2         | Falkenbergs FF  |
| ------------ | ----------- | --------------- |
| Ogbu 11' 64' | Jegyzőkönyv | Nilsson 19' 56' |

| Studenternas IP, Uppsala Nézőszám: 7100 Játékvezető: Andreas Ekberg (Lund) |

| 2015. november 8. 17:15 UTC+1 |

| Falkenbergs FF | 1–1         | IK Sirius    |
| -------------- | ----------- | ------------ |
| Keat 56'       | Jegyzőkönyv | Eriksson 19' |

| Falkenbergs IP, Falkenberg Nézőszám: 3594 Játékvezető: Mohammed Al-Hakim (Köping) |

Falkenbergs FF nyert 3–3-as összesítéssel, idegenben lőtt góllal.

## Statisztika
| # | Játékos          | Klub            | Gólok |
| - | ---------------- | --------------- | ----- |
| 1 | Emir Kujović     | IFK Norrköping  | 21    |
| 2 | Henok Goitom     | AIK             | 18    |
| 3 | Marcus Antonsson | Kalmar FF       | 12    |
| 3 | Nyasha Mushekwi  | Djurgårdens IF  | 12    |
| 3 | Johan Oremo      | Gefle IF        | 12    |
| 3 | Robin Simović    | Helsingborgs IF | 12    |
| 7 | Viktor Claesson  | IF Elfsborg     | 11    |
| 7 | Paulinho         | BK Häcken       | 11    |
| 7 | Markus Rosenberg | Malmö FF        | 11    |

| # | Játékos                | Klub           | Gólpassz |
| - | ---------------------- | -------------- | -------- |
| 1 | Viktor Claesson        | IF Elfsborg    | 10       |
| 1 | Arnór Ingvi Traustason | IFK Norrköping | 10       |
| 3 | Astrit Ajdarević       | Örebro SK      | 9        |
| 3 | Magnus Wolff Eikrem    | Malmö FF       | 9        |
| 5 | Kristian Bergström     | Åtvidaberg FF  | 8        |
| 6 | Pa Dibba               | GIF Sundsvall  | 6        |
| 6 | Nikola Đurđić          | Malmö FF       | 6        |
| 6 | Jonas Lantto           | Gefle IF       | 6        |
| 6 | Kerim Mrabti           | Djurgårdens IF | 6        |
| 6 | Haris Radetinac        | Djurgårdens IF | 6        |
| 6 | Fredrik Torsteinbø     | Hammarby IF    | 6        |
| 6 | Calle Wede             | Falkenbergs FF | 6        |

### Mesterhármast elérő játékosok
| Játékos             | Csapat         | Ellenfél      | Végeredmény | Dátum                |
| ------------------- | -------------- | ------------- | ----------- | -------------------- |
| Søren Rieks         | IFK Göteborg   | BK Häcken     | 4–0         | 2015. augusztus 16.  |
| Paulinho            | BK Häcken      | Halmstads BK  | 4–1         | 2015. szeptember 14. |
| Martin Broberg      | Örebro SK      | IF Elfsborg   | 4–2         | 2015. szeptember 21. |
| Paulinho            | BK Häcken      | IF Elfsborg   | 5–2         | 2015. október 25.    |
| Sebastian Andersson | Djurgårdens IF | GIF Sundsvall | 4–2         | 2015. október 31.    |